# Strain (película)
Strain es una película de drama nigeriana de 2020 dirigida por Uduak-Obong Patrick y producida por Benjamin Abejide Adeniran con Oluwatoyin Adewumi como productor ejecutivo. Está protagonizada por Okey Uzoeshi, Shushu Abubakar, Alex Usifo, Gloria Anozie, Chinonso Ejemba, Bimbo Akintola, Sharon Santos.

## Sinopsis
El tema de la película gira en torno a Ekene, de 6 años, a quien de repente se le diagnosticó la enfermedad de células falciformes y cómo su familia lucha por mantener la paz y la unidad en medio de todo.

## Reparto
- Okey Uzoeshi como Nnamdi Ezeji
- Shushu Abubakar como Yemi Ezeji
- Angel Unigwe como Ebere Ezeji
- Nifemi Lawal como Ekene Ezeji
- Alex Usifo Omiagbo como Abuelito Ezeji
- Gloria Anozie como Abuelita Ezeji
- Chinonso Ejemba como Dr. Hassan
- Bimbo Akintola como Asesor Genético
- Saphirre Ekeng como Ebere joven
- Kosi Ogboruche como Ekene joven
- Henry Diabuah como Osas
- Toluwanimi Olaoye como Somto
- Olanrewaju Adeyemi como Principal
- Enkay Ogboruche como Señora Ify Chukwuka
- Nnenna Udeh como Profesor de Química
- Raphael Jackson como Ayomide
- Omotola Adeseluka como Profesor de clase
- Toluwalase Adewumi como amigo de Ekere
- Babara Ogunniyi como amigo de Ekere
- Sharon Santos como amigo de Ekere
- Benjamin Abejide Adeniran como Usman
- Titilope Ojuola como Secretario

## Premios
Ganó el premio a la Mejor Película Internacional 2020 en el Festival de Cine Urbano en Miami, EE. UU. y  el premio al Mejor guion en la edición 2021 del Festival de Cine Africano (TAFF).